# Preobrazjenskij-bron
Preobrazjenskij-bron (ryska: Преображенский метромост) är en av Moskvas fem broar för spårtrafik. 
Bron går över floden Jauza i nordöstra Moskva och används av tunnelbanelinjen Sokolnitjeskajalinjen.